# Jean-Claude Casadesus

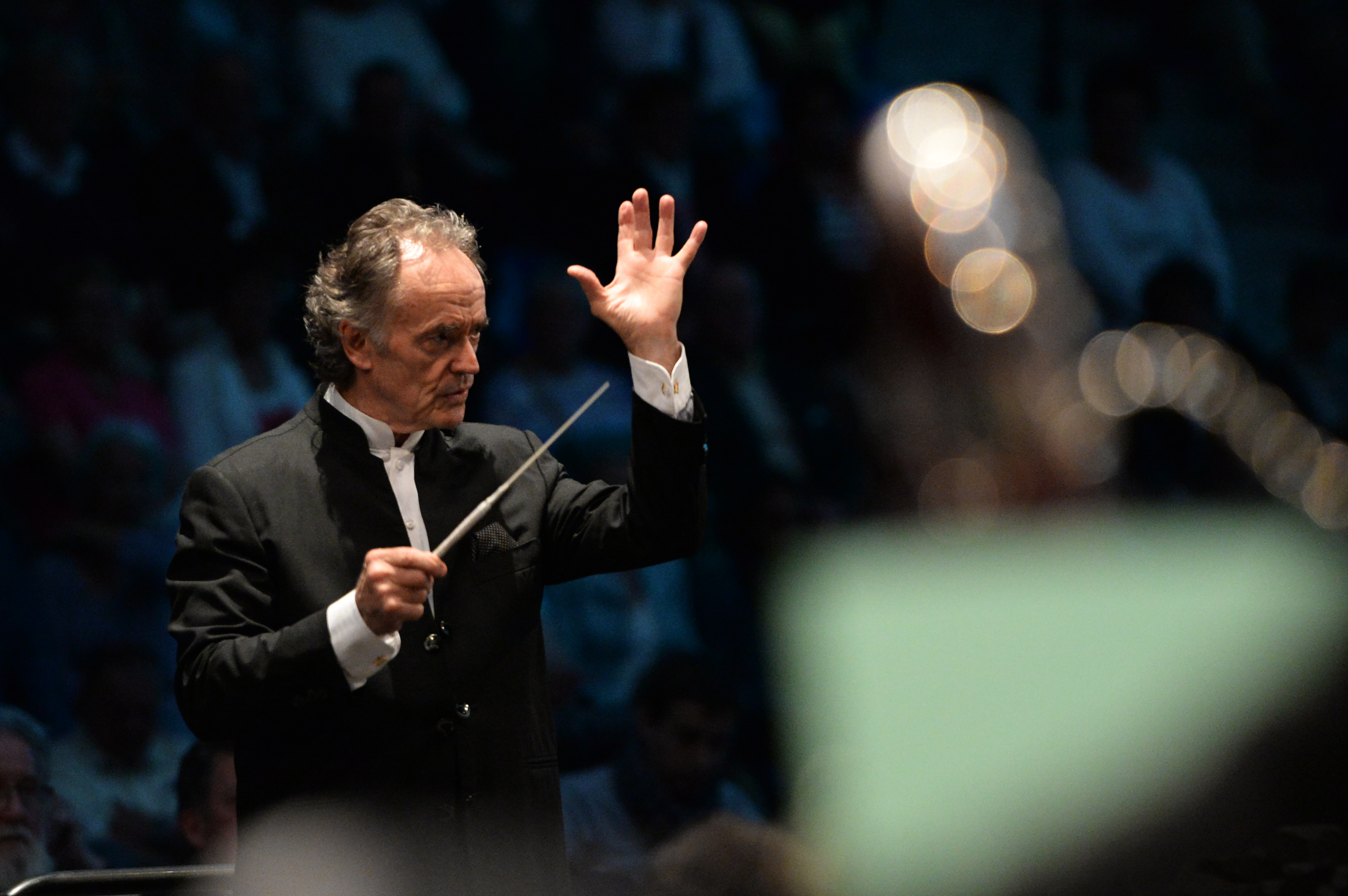
Jean-Claude Casadesus

Jean-Claude Casadesus (* 7. Dezember 1935 in Paris) ist ein französischer Dirigent.
Der Sohn der Schauspielerin Gisèle Casadesus und Großneffe des Pianisten Robert Casadesus studierte bis 1958 am Conservatoire de Paris Schlagzeug. Er komponierte Film- und Schauspielmusiken und erlernte das Dirigieren bei Pierre Dervaux und Pierre Boulez. 1969 wurde er Dirigent der Opéra National de Paris und der Opéra-Comique. 1971 gründete er mit Pierre Dervaux das Orchestre Philharmonique des Pays de la Loire, dessen Direktor er bis 1976 war.
Danach gründete er das Orchestre National de Lille, mit dem er seither zusammenarbeitet und jährlich mehr als einhundert Konzerte weltweit gibt. Daneben wirkt er als Gastdirigent der großen Sinfonieorchester und der bedeutenden Opernhäuser Europas.
Mit dem Orchestre National de Lille spielte er mehr als zwanzig Aufnahmen ein (u. a. Gustav Mahlers Rückert-Lieder und Kindertotenlieder sowie die erste, zweite, vierte und fünfte Sinfonie, Pelléas et Mélisande von Claude Debussy und Clovis et Clotilde von Georges Bizet).

## Familie
Seine Kinder sind ebenfalls kreativ, so ist seine Tochter Caroline Casadesus Sängerin, sein Sohn Olivier Casadesus Schauspieler und sein Sohn Sebastian Copeland Fotograf und Dokumentarfilmer. Sein Neffe ist der Schauspieler Orlando Bloom.

## Schriften
- Le plus court chemin d’un cœur à un autre. Paris: Stock 1997. ISBN 978-2-23404754-9

Autobiografie.